# Talavera (Filipinas)
Talavera (Bayan ng Talavera - Municipality of Talavera) es un municipio filipino de primera categoría, situado en la parte central de la isla de Luzón. Forma parte del Primer Distrito Electoral de la provincia de Nueva Écija situada en la Región Administrativa de Luzón Central, también denominada Región III.
Está rodeada por la ciudad de Cabanatúan y Santo Domingo. De acuerdo con el censo de 2000 , su población es de 97.329 habitantes.
Al igual que su homónima española tiene una tradición de fabricación de productos artísticos de cerámica. 

## Historia
La ciudad de Talavera fue un antiguo barrio de la ciudad de Cabanatúan. Se llamaba "Katugian", que significa un lugar rico en "Tugue" un tubérculo comestible.
La distancia entre la ciudad de Cabanatúan y Katugian fue crítica durante la fase temprana de su desarrollo a pesar de que fue sólo 14 km. El cura párroco en ese momento se recomienda a los administradores españoles una administración separada e independiente de Katugian. Por real decreto expedido el 12 de noviembre de 1852, el plan de hacer Katugian un pueblo ha sido aprobada. No hubo inauguración oficial de la nueva ciudad de acuerdo con el real decreto. Sin embargo, el cura párroco del Cabanatuan, Gregorio Crisóstomo, nombró a los primeros funcionarios de la ciudad mediante el envío de sus compañeros de adjutor, un tal Pedro Estanislao Pascual, para manejar la fase religiosa de la administración de la nueva ciudad durante los domingos y días de fiesta solamente.
Los barrios primero que compone la nueva ciudad fueron La Torre, Pulong Buli (ahora Santo Domingo), Concepción y Valle. Sobre la base de la petición presentada ante el alcalde mayor (gobernador) de Nueva Écija, transmitió al gobernador general en Manila, la "Talavera de la Corona de la princesa" fue aprobado el 17 de febrero de 1853]] por el gobernador general.

## Barangayes
Talavera está dividida administrativamente en 53 barangayes.
| - Andal Alino (Pob.) - Bagong Sikat - Bagong Silang - Bakal I - Bakal II - Bakal III - Baluga - Bantug - Bantug Hacienda - Bantug Hamog (Basang Hamog) - Bugtong na Buli - Búlac - Burnay - Calipahan - Campos - Casulucan Este - Collado - Dimasalang Norte | - Dimasalang Sur - Dinarayat - Esguerra District (Población) - Gulod - Homestead I - Homestead II - Cabubulaonan - Caaniplahan - Caputican - Kinalanguyan - La Torre - Lomboy - Mabuhay - Maestrang Kikay (Población) - Mamandil - Marcos District (Población) - Purok Matías (Población) - Matingkis | - Minabúyoc - Pag-asa (Pob.) - Paludpod - Pantoc Búlac - Pinagpanaán - Población Sur - Pula - Pulong San Miguel (Población) - Sampáloc - San Miguel na Munti - San Pascual - San Ricardo - Sibul - Sicsican Matanda - Tabacao - Tagaytay - Valle |

## Patrimonio
- Iglesia parroquial católica  bajo la advocación de San Isidro labrador,  data del año 1896.
- Iglesia parroquial católica  bajo la advocación de San Lorenzo Ruiz en el barrio de Pinagpanaán, data del año 1896.

Ambas forman  parte de la Vicaría de San Nicolás de Tolentino, perteneciente a la Diócesis de Cabanatúan en la provincia Eclesiástica de Lingayén-Dagupán.